# Cordioideae
Die Unterfamilie der Cordioideae gehört zur Familie der Raublattgewächse (Boraginaceae) innerhalb der Bedecktsamigen Pflanzen (Magnoliopsida).

## Beschreibung

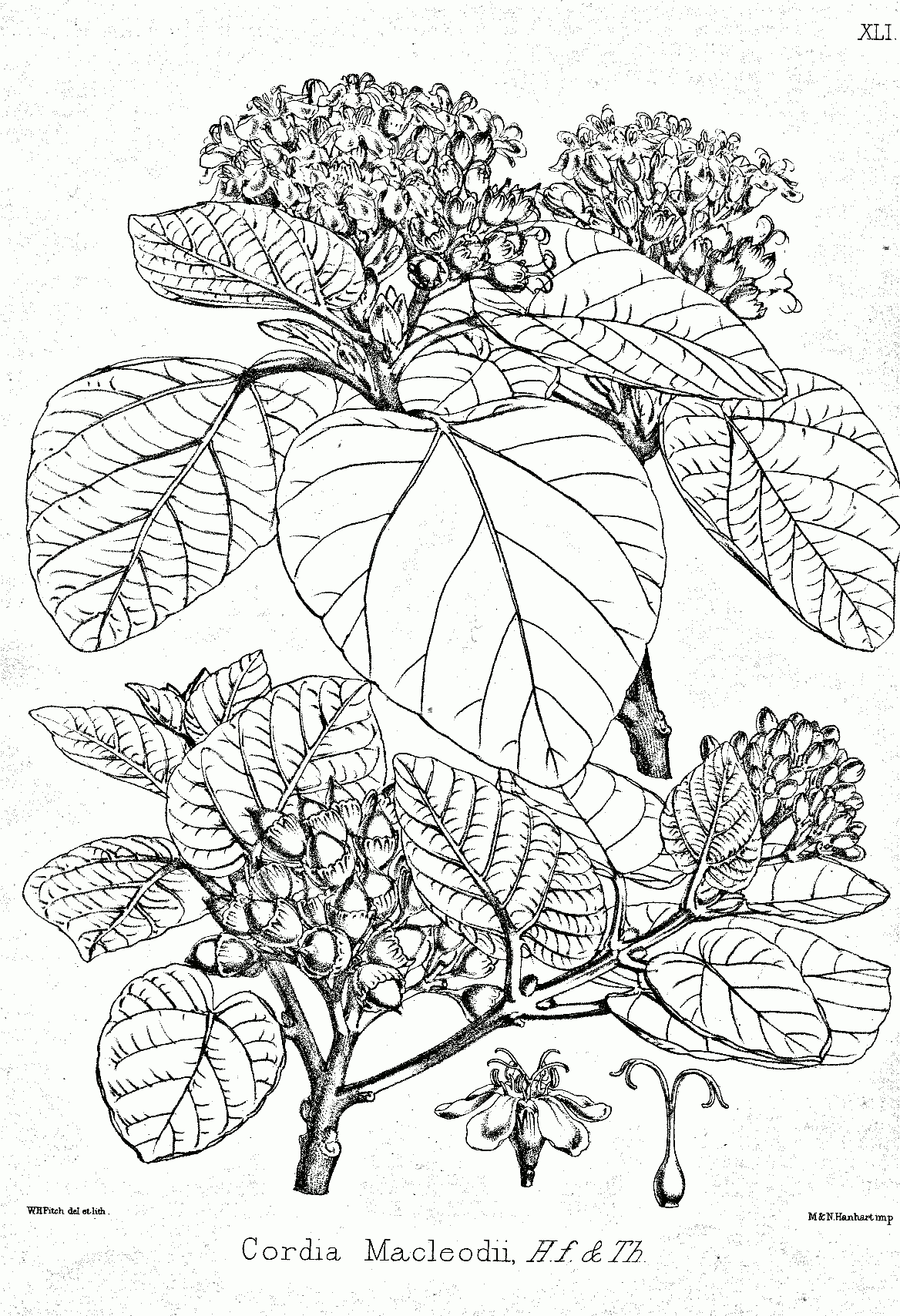
Illustration von Cordia macleodii.

### Vegetative Merkmale
Es sind immergrüne oder laubabwerfende Halbsträucher, Sträucher, Bäume, selten einjährige krautige Pflanzen oder Lianen. Die wechselständigen, selten gegenständigen, gestielten oder ungestielten Laubblätter sind – wie bei den meisten Vertretern der Familie Raublattgewächse – bei den meisten Arten der Gattung deutlich behaart. Der Blattrand ist glatt oder gezähnt, gesägt, selten gelappt. Nebenblätter sind keine vorhanden.

### Generative Merkmale
Die Blüten stehen selten einzeln, sondern meist in end- oder seitenständigen, schirmtraubigen oder manchmal doldigen, ährigen oder kugeligen Blütenständen zusammen, die meist keine Deckblätter besitzen. Die oft duftenden Blüten können gestielt bis sitzend sein. Die radiärsymmetrischen, meist zwittrigen Blüten sind vier- bis achtzählig, meist aber fünfzählig mit doppelten Perianth. Selten sind die Arten zweihäusig getrenntgeschlechtig (diözisch). Die meist fünf Kelchblätter sind meist röhrig bis glockenförmig verwachsen. Bei vielen Arten sind die Kelchblätter haltbar und umhüllen mehr oder weniger die reife Frucht. Die meist fünf je nach Art meist weißen, selten gelben oder orangeroten Kronblätter sind glocken- bis röhrenförmig verwachsen, wobei die Kronzähne ausgebreitet bis zurückgebogen sind. Es ist nur ein Kreis mit meist fünf Staubblättern vorhanden. Die linealen Staubfäden sind oft an der Basis behaart. Die zwei Fruchtblätter sind zu einem unbehaarten, zwei- oder vierkammerigen, oberständigen Fruchtknoten verwachsen und enthalten vier orthotrope oder anatrope, unitegmische Samenanlagen. Viele Arten sind heterostyl. Der endständige Griffel endet in einer einfachen, zwei- oder vierlappigen Narbe.
Die kugeligen, ellipsoiden oder eiförmigen Steinfrüchte enthalten jeweils ein bis meist vier Samen; in dieser Unterfamilie gibt es nur bei der Ausnahme Coldenia Klausen wie bei den anderen Boraginaceae. Der Embryo ist gekrümmt.
Die Chromosomenzahlen betragen n = 9, 14-16, 19.

## Verbreitung
Sie haben eine hauptsächlich tropische Verbreitung.
Diese Unterfamilie besitzt ihre größte Artenvielfalt in der Neotropis.

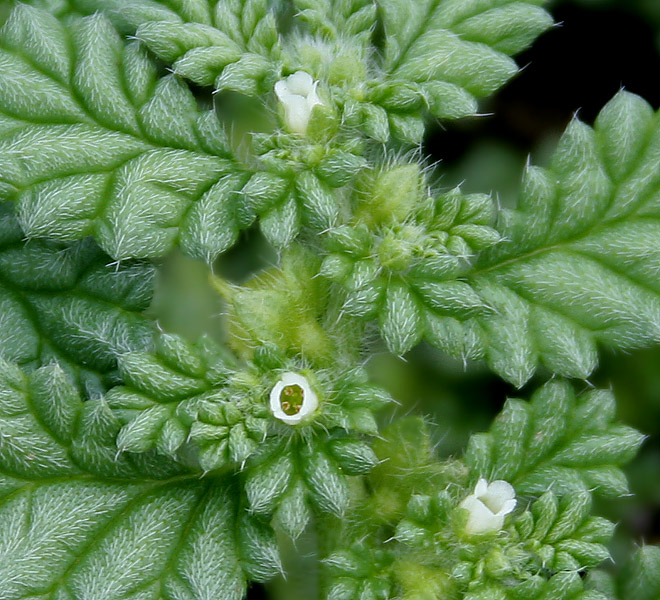
Blätter und Blüten von Coldenia procumbens.

## Systematik
Bereits 1893 gliederte Robert Louis August Maximilian Gürke die Familie der Boraginaceae in vier Unterfamilien: Boraginoideae, Heliotropioideae, Ehretioideae und Cordioideae. Bei manchen Autoren hat diese auch den Rang einer Familie Cordiaceae R.Br. ex Dum. oder es werden die drei bis vier Gattungen auch zu anderen Familien/Unterfamilien der Familie der Boraginaceae bzw. ehemaligen Boraginales eingeordnet, zum Beispiel den Ehretiaceae Mart. Der Name Cordioideae wurde 1829 Heinrich Friedrich Link in Handbuch, 1, S. 569 erstveröffentlicht. Weitere Synonyme für Cordioideae Link sind Hoplestigmataceae Engler & Gilg und Sebestenaceae Ventenat.
Zur Unterfamilie Cordioideae gehören drei bis vier Gattungen mit etwa 330 Arten:
- Coldenia (Syn.: Lobophyllum F.Mueller): Es gibt nur eine Art:
  - Coldenia procumbens L.: Es ist eine einjährige krautige Pflanze mit Klausen. Die Blüte ist vierzählig. Sie kommt in Kambodscha, China, Indien, Indonesien, Malaysia, Pakistan, Sri Lanka, Thailand, Vietnam, Afrika, Australien, Nord- und Südamerika vor.[3]
- Cordia: Mit etwa 200 bis 300 (bis 325) Arten, inklusive Gattungen mit je nur ein bis drei Arten (gültige Artnamen): Auxemma (Cordia gardneriana, Cordia glazioviana, Cordia oncocalyx), Patagonula (Cordia americana, Cordia incognita). Einige Arten sind myrmekophil. Sie hat ihre größte Artenvielfalt in der Neotropis, besonders auf den Karibischen Inseln. (Sektionen: Cordia, Gerascanthus, Myxa, Physoclada, Pilicordia, Rhabdocalyx, Superbiflora)[4]
- Saccellium Humb. & Bonpl.: Manche Autoren stellen diese Arten auch zur Gattung Cordia.
  - Beispielsweise Saccellium lanceolatum Humb. & Bonpl. und Saccellium brasiliense I.M.Johnst.: Mittleres bis westliches Brasilien.[5]
- Varronia P.Browne: Mit mehr als 100 Arten, manche Autoren stellen diese Arten auch zur Gattung Cordia.[6]

## Bilder
Cordia-Arten:

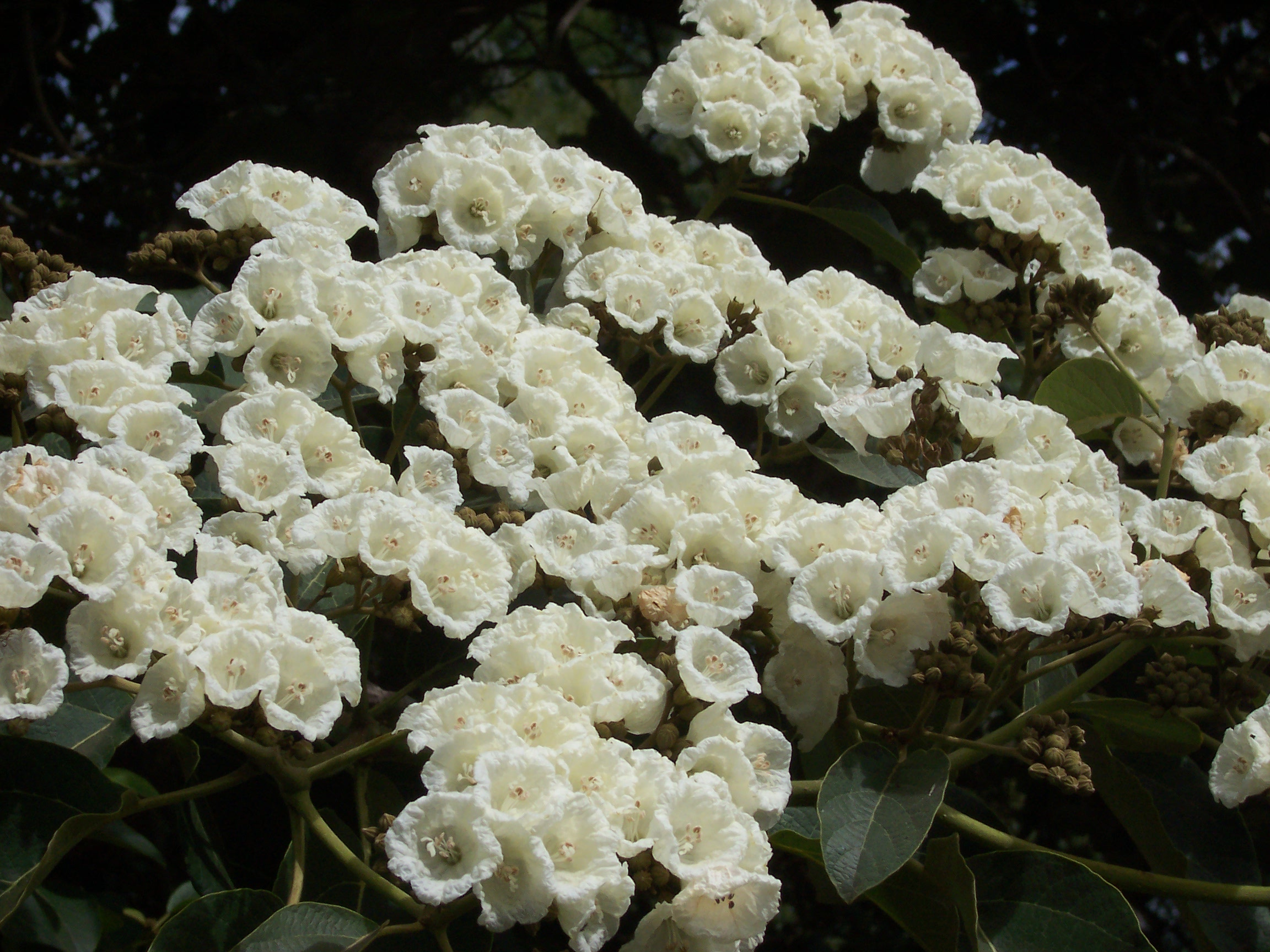
Cordia amplifolia
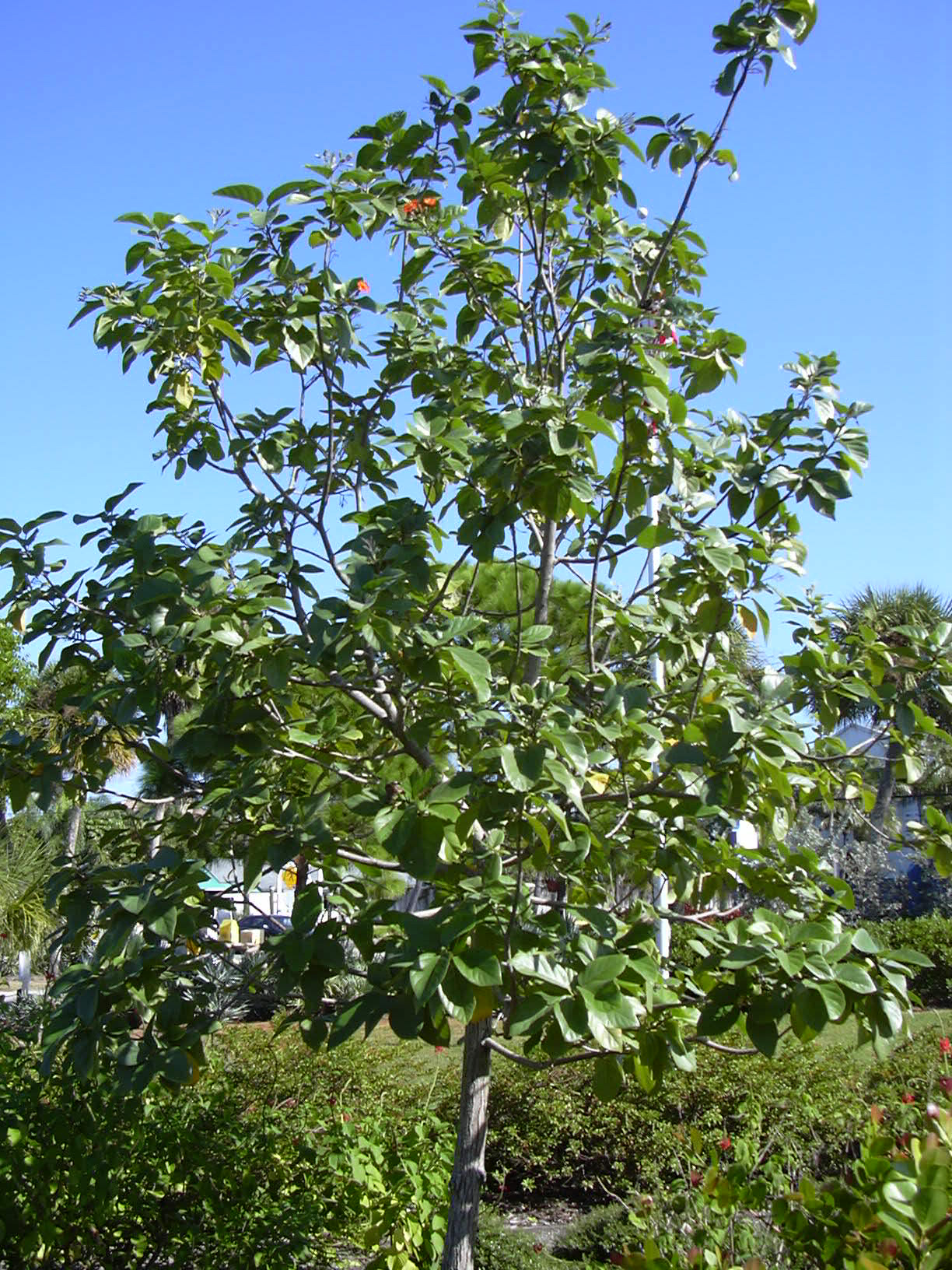
Cordia sebestena
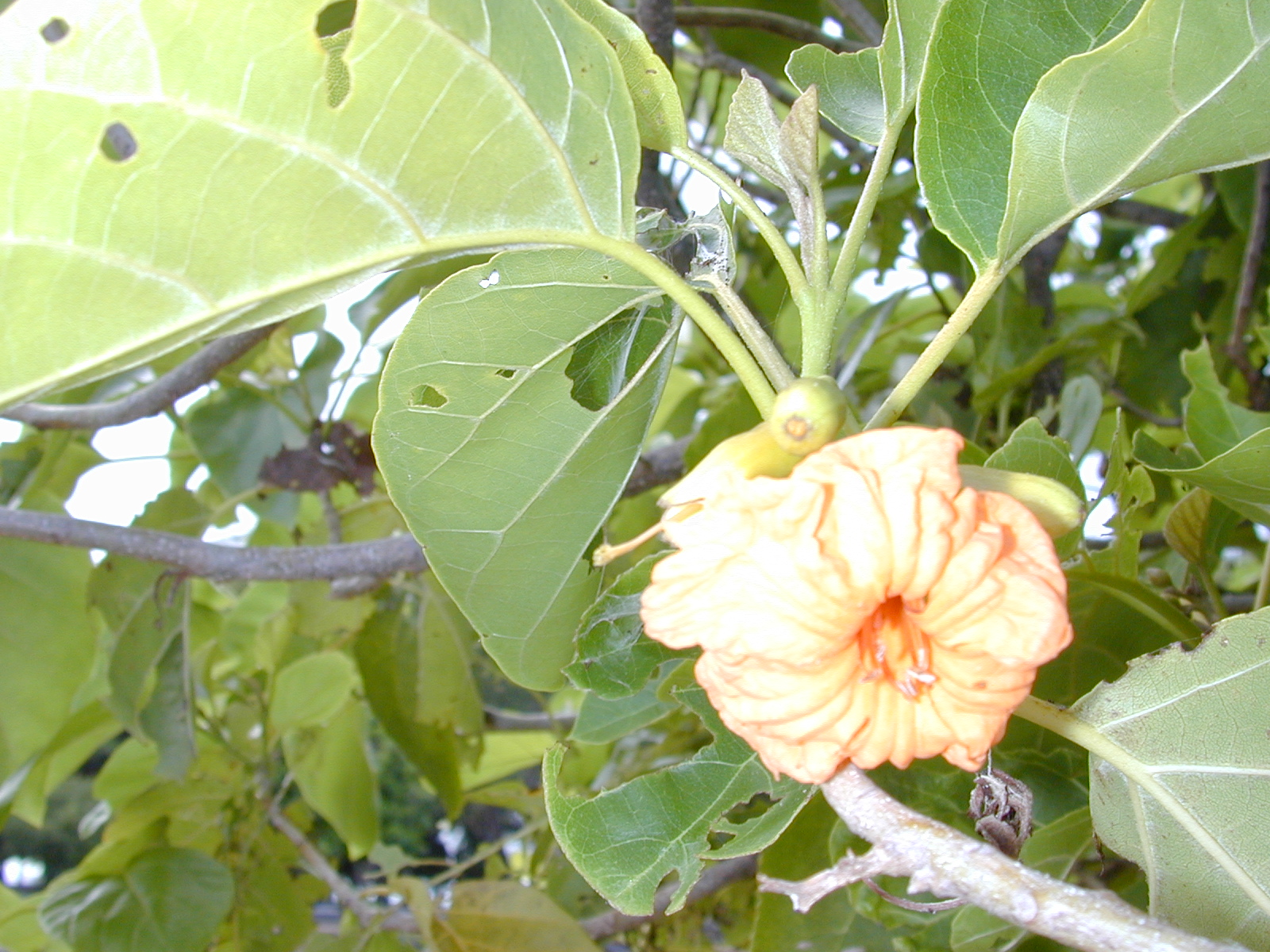
Cordia subcordata
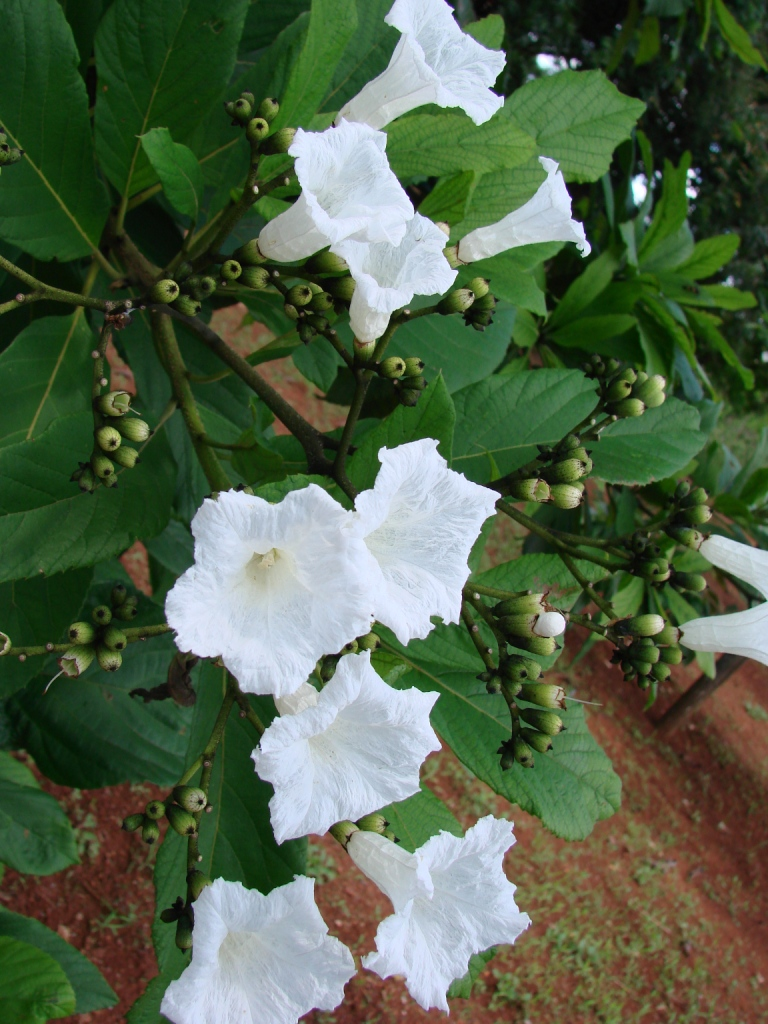
Cordia superba